# مارچلو مارکزی
مارچلو مارکزی (ایتالیایی: Marcello Marchesi؛ ۴ آوریل ۱۹۱۲ – ۱۹ ژوئیهٔ ۱۹۷۸) کارگردان و فیلم‌نامه‌نویس اهل ایتالیا بود.
وی کارگردان فیلم میلیاردر میلان و نویسنده خاطرات دخترمدرسه‌ای، آدم و حوا، به من نگو!، یک توپ و یازده مرد، زیباترین زوج جهان، زنجیرهای ناپیدا و توتو تارزان بوده است.